# Vex Red
Vex Red war eine britische Alternative-Rock-Band, welche in ihrer Musik Einflüsse aus dem Rock sowie der elektronischen Musik miteinander vermengte. Die Band wurde 1995 in Aldershot (Hampshire), England gegründet.
Nach den ersten beiden Demoaufnahmen stieß 1999 Gitarrist und Sänger Terry Abbott zur Band und vervollständigte die Arbeiten an der Demo Can’t Smile. Diese brachte der Band einen Plattenvertrag und kurz darauf wurde Start With a Strong and Persistent Desire aufgenommen und veröffentlicht, der kommerzielle Erfolg blieb jedoch aus. Obgleich sie bereits an neuem Material arbeitete, wurde kein zweites Album eingespielt, da sich die Band bereits vorher auflöste.

## Diskografie

### Studioalben
- 2002: Start With a Strong and Persistent Desire

### Singles & EPs
- 1998: Vex Red (EP)
- 1999: Sleep Does Nothing for You (EP)
- 2000: Can’t Smile (EP)
- 2001: The Itch
- 2002: Can’t Smile